# Султан-шах (Хорезмшах)
Султан-шах (*д/н — 19 вересня 1193) — хорезмшах у 1172—1193 роках. Повне ім'я Джелал ад-Дін Махмуд Султан-шах ібн Іл-Арслан.

## Життєпис
Походив з династії Ануштегінів. Молодший син Іл-Арслана. Його матір'ю була Теркен-хатун, ймовірно, з кипчацького роду. Про дату народження нічого невідомо. У 1172 році перед смертю батько оголосив Султан-шаха своїм спадкоємцем. Після смерті батька того ж року став хорезмшахом. Втім, спочатку фактичною правителькою була його мати.
Для підтвердження правлячого статусу було викликано до Гурганджа старшого брата Султан-шаха — Текіша, — що був валі (намісником) в Дженді в часи Іл-Арслана. Проте Текіш відмовився приїхати до Гурганджа, заявивши посильним, що не визнає Султан-шаха хорезмшахом. Тоді Теркен-хатун спрямувала проти Текіша війська, але той втік до каракитаїв, яким пообіцяв знову сплачувати щорічну данину. У відповідь отримав військо, з яким рушив на Гургандж.
Коли Текіш наблизилися до Гурганджа, Султан-шах і його мати, не прийнявши бою, втекли з Хорезма до Хорасану під захист Муайїд Ай-Аби, еміра Нішапура. Останній вирішив підтримати султан-шаха, сподіваючись розширити свої володіння та вплив у Державі Хорезмшахів. У липні 1174 року у битві при Супурлі (неподалік від Гурганджа) війська султан-шаха зазнали поразки, при цьому Ай-Аба потрапив у полон (згодом того страчено за наказом Текіша). Султан-шах з почтом утік до міста Діхістан (біля Каспійського моря), але його невдовзі було взято в облогу та захоплено військами Текіша. Втім, Султан-шаху вдалося прорватися скрізь облогу й врятуватися. Проте його мати Теркен-хатун потрапила у полон й її було страчено.
Султан-шах відступив до Нішапура, де еміром став син Ай-Аби — Абу-Бакр Туган-шах. Втім, не отримавши тут значної допомоги, 1175 року перебрався до Гуру, де з шаною був прийнятий султаном Гуяс-аддіном Абул-Фатіхом, володарем Гуру.
В той час почався конфлікт хорезмшаха Текіша з каракитаями. Султан-шах із загоном, що отримав від Гурідів, близько 1179 року прибув до каракитаїв, пообіцявши тим союз проти брата Текіша. Каракитаї надали військо султан-шаху, з яким той рушив проти Гурганджа. Втім, заходи Текіша не дозволили Султан-шаху та каракитаям наблизитися до столиці Хорезму. Тоді Султан--шах, отримавши частину війська, рушив до Хорасану.
В Хорасані у 1180 році султан-шах атакував важливе місто Серахс, де завдав нищівної поразки огузам на чолі із Малік Динаром. Слідом за цим зайняв Мерв, що став його столицею. Протягом року Султан-шах захопив міста Тус, Абівард, Насу і Зам. Втім, уже 1181 року стикнувся в боротьбі за владу в Хорасані з колишнім союзником — Туган-шахом. У травні того ж року в битві при Асія-і Хафс султан-шах завдав поразки переважаючим військам туган-шаха та огузів на чолі із Малік динаром. Після цього останній втік до Керманського султанату, а Султан-шах захопив скарбницю Туган-шаха.
Султан-шах протягом декількох років боровся з Туган-шахом, і, врешті-решт, підірвав його владу в Хорасані, залучивши на свій бік більшу частину його емірів. Туган-шах звертався по допомогу до хорезмшаха Текіша і Гіяс ад-Діна Абул-Фатіха, султана Гура, проте марно. У 1185 році за підтримки емірів завдав поразки Санджар-шаху, сину Туган-шаха, що прийшов до влади після його смерті. Санджар-шар визнав зверхність Султан-шаха над Нішапура та іншими володіннями Санджар-шаха. В цей час проти Султан-шаха з військом рушив хорезмшах Текіш.
Під час походу Текіша до Хорасану султан-шах вирішив захопити Хорезм. Але довідався, що війська брата рушили на його столицю Мерв, вимушений був повернутися та зміцнити оборону. Тоді Текіш 1186 року підкорив Нішапур, що знову визнав його зверхність. Проте після відходу військ Текіша Нішапур знову визнав владу Султан-шаха. Тоді Текіш 1187 року вдруге взяв в облогу Нішапур, що здався після 40-денної облоги.
В свою чергу султан-шах спробував захопити Нішапур, проте залога хорезмшаха в запеклій битві відбила напад. Зрештою 1188 року між султан-шахом і Текішем було укладено мирний договір, за яким останнього було визнано хорезмшахом. Натомість султан-шах отримав міста Джам, Бахарз і Зір-Пул.
У 1189 році Султан-шах фактично вступив в змову з Гурідами, від яких став отримувати землі та військову допомогу. Султан-шах вирішив, що Гуріди бояться його, і зажадав передачі йому Герата, Бушенджа, Бадгіс і їх округів. Султан Гіяс ад-Дін умовив було свого брата Шахаб ад-Діна підписати угоду про передачу Султан-шахові згаданих міст і земель. Проте у справу втрутилися імам Маджд ад-Дін аль-Алаві ал-Хараві та небіж султана — Гіяс ад-Дін Алп-Газі, які відмовили здійснювати угоду. У відповідь Султан-шах виступив проти Гурідів, але у битві при Мерві 1190 року зазнав тяжкої поразки. Після цього війська Текіша захопили місто Серахс. Спроба Султан-шаха прорватися до каракитаїв виявилася невдалою. У 1191 році вимушений був тікати до Гурідів.
У 1192 року від імені Султан-шаха Гіяс ад-Дін Абул-Фатіх розпочав війну з Хорезмом. Війська Султан-шаха, скориставшись відсутністю брата, вдерлися до Хорезму, де взяли в облогу столицю Гурганджа. Втім, швидке повернення Текіша змусило Султан-шаха відступити до Мерва.
У 1193 році війська Текіша рушили проти Султан-шаха. Суперники зустрілися біля Абіварда. Втім, у справу втрутилися посередники, що намагалися замирити братів. Під час перемовин Текішу повідомили про готовність перейти на його бік Бадр ад-Діна Чакира, очільника залоги Серахса. Війська Текіша раптовим ударом захопили це місто, де було зосереджено скарбницю Султан-шаха, його основні запаси харчів та зброї. Це спричинило напад у Султан-шаха й через декілька днів він помер. Текіш став єдиним володарем Хорезму.